# (1444) Pannonia
(1444) Pannonia (désignation provisoire 1938 AE) est un astéroïde de la ceinture principale.

## Description
(1444) Pannonia est un astéroïde de la ceinture principale. Il est découvert le 6 janvier 1938 à l'observatoire Konkoly par György Kulin et reçoit la désignation provisoire 1938 AE.
Il présente une orbite caractérisée par un demi-grand axe de 3,15 UA, une excentricité de 0,14 et une inclinaison de 17,8° par rapport à l'écliptique.

## Nom
L'astéroïde a été nommé d'après la Pannonie, province de l'époque romaine, qui comprend une grande partie de la Hongrie moderne.

## Compléments